# 샤키르 샤리
모흐드 샤키르 샤리(말레이어: Mohd Shakir Shaari, 1986년 9월 29일 ~ )는 말레이시아의 전 축구 선수이다.

## 내력
켈란탄 주 코타바루에서 11 남매 중 8번째로 태어났다. 1998년 국가 U-12 선발로 선정된 이후 조호르주 코타팅기에 있는 세콜라 수칸 텡쿠 마코타 이스마일(Sekolah Sukan Tengku Mahkota Ismail)에 입학하였다. 그 후 2001년에 방콕에서 열린 나이키 컵에 출전해 이듬해 부킷 잘릴 체육 학교에 입학했다.

## 클럽 경력
2004년 18세 나이로 켈란탄 FA의 프레지던트 컵 팀에 입단 선수가 되었다. 2005년에는 MPPJ FC에 입단하여 한 시즌을 보냈다지만, 경제적인 문제로 클럽을 떠나게 되었다.
2006년 말레이시아 슈퍼 리그 소속 UPB-마이팀과 계약하였으나 2009년에 축구단이 재정난으로 슈퍼 리그에서 철수하였다. 이를 계기로 그의 잠재력을 본 켈란탄 FA의 감독 피터 제임스 버틀러는 그를 켈란탄 FA로 이적시켰다. 공식 가입은 2010년이 되었다. 켈란탄 FA는 첫해에 말레이시아 컵을 제패하고, 이듬해 슈퍼 리그, 다음 해는 피알라 FA 말레이시아를 제패했다.
2014년 조호르 다룰 탁짐 FC로 이적했다.

## 대표 경력
2011년 6월 18일 미얀마 대표 전에서 첫 출전 해 2-0 승리로 끝났다. 2012년 6월에는 K. 라자고팔 감독 하에 필리핀 대표, 싱가포르 대표와의 친선 경기 멤버에 소집되었으며, 2012년 AFF 스즈키컵의 멤버이기도 했다.

## 사생활
2010년 12월 9일에는 체조 선수 누룰 파티하 압드 하미드와 결혼하였으며, 결혼 2년차에 아이를 출산하였다.

## 개인 성적

### 대표 성적
| 말레이시아 국가대표 | 말레이시아 국가대표 | 말레이시아 국가대표 |
| 연도                | 출전                | 득점                |
| ------------------- | ------------------- | ------------------- |
| 2011                | 2                   | 0                   |
| 2012                | 7                   | 0                   |
| 2013                | 2                   | 0                   |
| 합계                | 11                  | 0                   |